# Puzzle Conway

Piese folosite în puzzle-ul Conway, câte una de fiecare fel

Puzzle Conway, este o problemă de împachetare a unor blocuri paralelipipeddice, numită astfel după inventatorul său, matematicianul John Horton Conway. Se cere să se împacheteze treisprezece blocuri 1 × 2 × 4, unul 2 × 2 × 2, unul 1 × 2 × 2 și trei 1 × 1 × 3 într-o cutie 5 × 5 × 5.

## Soluție

O posibilă amplasare pentru cele trei blocuri 1×1×3. Blocul vertical atinge colțurile celorlalte două blocuri orizontale.

Soluția puzzle-ului Conway este simplă odată ce se observă că din considerente de paritate că cele trei blocuri 1 × 1 × 3 trebuie plasate astfel încât să apară câte exact unul dintre ele în fiecare strat 5 × 5 × 1 al cubului. Acest lucru este analog cu o considerație similară care facilitează soluția cazului mai simplu al puzzle-ului Slothouber–Graatsma.